# Richard Leder
Richard Leder ist ein ehemaliger deutscher Automobilrennfahrer.

## Karriere
Richard Leder startete seine Rennfahrerlaufbahn Ende der 1960er Jahre im Tourenwagensport. 1970 und 1971 fuhr er mit einem Porsche 911 in der Deutschen Automobil-Rundstrecken-Meisterschaft (DARM) und einigen Einzelrennen.
Von 1972 bis 1976 startete er in der Deutschen Rennsport-Meisterschaft (DRM). Im ersten Jahr trat er mit einem Porsche 911 S in der 2. Division an. Ab 1973, mit dem Umstieg auf einen Porsche 911 Carrera RSR, startete er dort in der 1. Division und erreichte 1975 mit dem 19. Gesamtplatz sein bestes Saisonergebnis in der Rennserie. 1976 startete Leder mit einem Porsche 934 in der DRM.
Von 1972 bis 1975 fuhr er in der Europameisterschaft für GT-Fahrzeuge. Dort startete er überwiegend in Grand Prix-Rennen in Hockenheim und 1975 am Norisring in Nürnberg.
In der Interserie bestritt Leder nur ein einziges Rennen, das er 1973 mit einem Porsche 908 in Hockenheim mit einem 18. Rang beendete.
Seine größten Erfolge feierte er im Deutschen Automobil-Rundstrecken-Pokal (DARM). Dort fuhr er 1974 bis 1976 mit einem Porsche 911 Carrera RSR und im letzten Jahr mit einem Porsche 934. 1974 siegte er dort in Wunstorf, Mainz-Finthen und auf der Avus. Ein Jahr später konnte er auf der Avus einen Klassensieg in der GT+2.0-Klasse und einen Sieg in Ulm erringen. In seinem letzten Jahr konnte er den Gesamtsieg auf der Avus wiederholen.
Leder trat während seiner Rennfahrerlaufbahn auch bei einem Langstreckenrennen an. 1976 fuhren er und Manrico Zanuso mit einem Porsche 934 beim 1000-km-Rennen auf dem Nürburgring in der Sportwagen-Weltmeisterschaft. Dort mussten beide das Rennen wegen eines Unfalls nach der ersten Runde bereits vorzeitig aufgeben. Dieses Rennen war zugleich sein letzter Renneinsatz.